# بيفيرلي بيرغن
بيفيرلي بيرغن (بالإنجليزية: Beverley Bergen)‏ هي مغنية أوبرا نيوزيلندية، ولدت في 1950 في دنيدن في نيوزيلندا.

## وصلات خارجية
- بيفيرلي بيرغن على موقع IMDb (الإنجليزية)